# Sabugal
Sabugal – miejscowość w Portugalii, leżąca w dystrykcie Guarda, w regionie Centrum w podregionie Beira Interior Norte. Miejscowość jest siedzibą gminy o tej samej nazwie.

## Demografia
| Liczba ludności gminy Sabugal (1801–2011) | Liczba ludności gminy Sabugal (1801–2011) | Liczba ludności gminy Sabugal (1801–2011) | Liczba ludności gminy Sabugal (1801–2011) | Liczba ludności gminy Sabugal (1801–2011) | Liczba ludności gminy Sabugal (1801–2011) | Liczba ludności gminy Sabugal (1801–2011) | Liczba ludności gminy Sabugal (1801–2011) | Liczba ludności gminy Sabugal (1801–2011) | Liczba ludności gminy Sabugal (1801–2011) |
| ----------------------------------------- | ----------------------------------------- | ----------------------------------------- | ----------------------------------------- | ----------------------------------------- | ----------------------------------------- | ----------------------------------------- | ----------------------------------------- | ----------------------------------------- | ----------------------------------------- |
| 1801                                      | 1849                                      | 1900                                      | 1930                                      | 1960                                      | 1981                                      | 1991                                      | 2001                                      | 2004                                      | 2011                                      |
| 7 157                                     | 11 669                                    | 33 047                                    | 33 774                                    | 38 062                                    | 18 927                                    | 16 919                                    | 14 871                                    | 14 222                                    | 12 544                                    |

## Sołectwa
Sołectwa gminy Sabugal (ludność wg stanu na 2011 r.):
- Águas Belas – 175 osób
- Aldeia da Ponte – 317 osób
- Aldeia da Ribeira – 131 osób
- Aldeia de Santo António – 798 osób
- Aldeia do Bispo – 286 osób
- Aldeia Velha – 431 osób
- Alfaiates – 331 osób
- Badamalos – 96 osób
- Baraçal – 190 osób
- Bendada – 580 osób
- Bismula – 193 osoby
- Casteleiro – 365 osób
- Cerdeira – 229 osób
- Fóios – 362 osoby
- Forcalhos – 88 osób
- Lajeosa – 201 osób
- Lomba – 57 osób
- Malcata – 332 osoby
- Moita – 103 osoby
- Nave – 230 osób
- Pena Lobo – 141 osób
- Pousafoles do Bispo – 277 osób
- Quadrazais – 457 osób
- Quinta de São Bartolomeu – 180 osób
- Rapoula do Côa – 195 osób
- Rebolosa – 222 osoby
- Rendo – 278 osób
- Ruivós – 70 osób
- Ruvina – 112 osób
- Sabugal – 1943 osoby
- Santo Estêvão – 310 osób
- Seixo do Côa – 171 osób
- Sortelha – 444 osoby
- Souto – 1224 osoby
- Vale das Éguas – 39 osób
- Vale de Espinho – 393 osoby
- Vale Longo – 47 osób
- Vila Boa – 243 osoby
- Vila do Touro – 183 osoby
- Vilar Maior – 120 osób